# Tallholmen, Helsingfors
Tallholmen, finska: Mäntysaari, är en ö i Finland. Den ligger i Finska viken och i kommunen Helsingfors i landskapet Nyland, i den södra delen av landet. Ön ligger nära Helsingfors.
Öns area är 4,1 hektar och dess största längd är 280 meter i nord-sydlig riktning.